# Шкрібляк Микола Миколайович
Шкрібля́к Мико́ла Микола́йович (нар. 19 вересня 1959, с. Яворів Косівського району Івано-Франківської області) — етнограф, дизайнер сценічних костюмів, майстер народного мистецтва, журналіст, педагог. Директор Буковинського центру культури і мистецтва. 

Заслужений діяч мистецтв України.

## Біографія
Шкрібляк Микола Миколайович народився 19 вересня 1959 року в селі Яворів Косівського району у сім'ї колгоспниці Шкрібляк Марії Миколаївни. Тут же закінчив восьмирічну школу, а в Івано-Франківській школі-інтернаті № 1 — десятий спеціалізований педагогічний клас (спільний проект кафедри педагогіки та психології Московського державного університету ім. М. Ломоносова та Івано-Франківського педагогічного інституту ім. В. Стефаника).
З 30 червня 1976 року по 12 грудня 1977 ріку працював ланковим колгоспу «40-річчя Жовтня» у селі Яворів Косівського району Івано-Франківської області.
З 1978 по 1983 рік навчався на факультеті журналістики Київського державного університету імені Тараса Шевченка. Після закінчення ВНЗ з 1983 по 1990 рр. працював у чернівецькій обласній газеті «Радянська Буковина» на посадах кореспондента (з 1.11.1983 по 1.03.1990), власного кореспондента (з 1.03.1990 по 8.10.1990), заступника відповідального секретаря. З 1990-го р. — з перших днів заснування часопису «Буковинське віче» — був оглядачем (з 09.10.1990 по 24.05.1991), редактором відділу (з 24.05.1991 по 01.11.1991), заступником головного редактора цього видання (з 01.11.1991 по 01.01.1997). З 20.01.1997 р. по 14.08.2000 р. — заступник головного редактора газети «Літературно-мистецька Буковина». З 06.11.2000 р. по 18.04.2012 р. — відповідальний секретар газети «Чернівці». З 01.09.2000 р. працює за сумісництвом викладачем теоретичних дисциплін мистецького циклу Вищого професійного художнього училища № 5 м. Чернівців. З 19.04.2012 р. — до цього часу — директор Буковинського центру культури і мистецтва.
З серпня 1988 р. — член Спілки журналістів СРСР (членський квиток 100502), згодом — Спілки журналістів України (членський квиток № 3003), з 2010 р. — Національної спілки журналістів України (членський квиток № 15127). Пише на теми культури, освіти, мистецтва, зокрема народної творчості — нематеріальної та духовної спадщини українського народу.
З 16 березня 2005 р. — член Спілки дизайнерів України (членський квиток № 1133), з 21.08.2007 р. — член президії Львівського регіонального відділення Спілки дизайнерів України.
З квітня 2003 р. — член Національної спілки майстрів народного мистецтва України (народна вишивка, писанкарство; членський квиток № 705), заступник голови Чернівецького обласного осередку. З 2013 року — голова Чернівецького обласного осередку НСМНМУ.

## Творча діяльність
Ще зі шкільних років Микола Шкрібляк збирає і вивчає витвори рук народних майстрів: писанки, народні строї, вишивки, ткацтво, дерев'яні та керамічні вироби, фольклорні розсипи, етнографічні матеріали. Він зібрав багату колекцію, в якій понад три тисячі писанок, декілька сотень предметів одягу, переважно з трьох регіонів України — Буковини, Гуцульщини та Покуття. Важливо, що вся ця велика колекція постійно «працює» — виставляється і демонструється під час численних культурно-мистецьких заходів і проєктів, творчих акцій, виставок, перформансів не тільки в Україні, а й за кордоном, використовуються дослідниками та науковцями, навчальними закладами художнього профілю як мистецтвознавчий матеріал.
Як народний майстер М. М. Шкрібляк був учасником творчих звітів майстрів мистецтв і художніх колективів Чернівецької області у Національному палаці мистецтв «Україна» (м. Київ, 2001, 2004, 2009 рр.), на обласних виставках народних майстрів Буковини, всеукраїнських та міжнародних планерах, під час проведення багатьох культурно-мистецьких проєктів в Україні та за кордоном — у США, Польщі, Білорусі, Румунії, Угорщині, Молдові. Отже сьогодні вже й слава про нього як народного майстра сягнула далеко за обрій рідного краю. Бо вишивки, писанки М. М. Шкрібляка глибоко традиційні, живляться коренями й таємницями прадавніх ремесел, відзначаються витонченістю виконання, самобутністю перенесення у сучасний світ мистецтва.
За результатами Всеукраїнського мистецького проєкту-конкурсу народного мистецтва «Кращий твір року — 2014» став переможцем у номінації «Народний стрій». Учасник всеукраїнського пленеру «Синьогори-2003», всеукраїнської виставки сучасного декоративно-ужиткового мистецтва «Від Землі — до Сонця» (м. Чернівці, 2016 р.) та багатьох інших культурно-мистецьких проєктів.
У 2008 році М. М. Шкрібляк виступив ініціатором заснування обласної премії ім. Г.Гараса за збереження, відродження та розвиток народного мистецтва Буковини.
Окрема яскрава сторінка у творчому доробку митця — сценічні костюми, змодельовані за народними мотивами. Їх одягають відомі професійні співаки та аматори, танцюристи, музиканти, репрезентуючи українські сучасні сценічні строї від скромних сільських будинків культури до великих столичних та зарубіжних підмостків.
М. М. Шкрібляк створив сучасні стилізовані зразки одягу на народній основі для Заслуженого академічного Буковинського ансамблю пісні і танцю, народних артистів України Оксани Савчук та Івана Кавацюка — дуету «Писанка» Чернівецької обласної філармонії, заслужених артистів України Анни-Дарії Андрусяк, Людмили Радиш, багатьох інших професійних колективів та виконавців, аматорських художніх колективів (всього — майже три сотні робіт). Нові ідеї модельєра з Буковини, оригінальні дизайнерські рішення і несподівані ретроспекції у глибину народного мистецтва завжди високо оцінюють фахівці.
Автор сценічних костюмів, змодельованих за народними мотивами: «Буковинське Різдво», «Гуцульський Великдень», «Білі птахи з чорними ознаками», «Карпатська ватра», «Полтавські княгині», «Український рік», «Смереки», «Гірська чаклунка», «Червона рута», «Росяні Карпати», «Земля духів», «Пшеничне перевесло волошкової країни», «Рідні мотиви», «Стародавня Буковина», «Краса Буковини» та ін. Учасник міжнародних, всеукраїнських та обласних мистецьких заходів.
Як журналіст М. М. Шкрібляк відомий читачам публікаціями на теми культури, освіти, мистецтва, зокрема народної творчості — матеріальної та духовної спадщини українського народу. Першу свою публікацію «Із-за золотого обрію» написав у 1976 р. про народного майстра дереворізьблення, заслуженого майстра народної творчості України Дмитра  Федоровича Шкрібляка з с. Яворів Косівського району Івано-Франківської області. А у 1991 році М. М. Шкрібляк за нарис «Що я без Карпат?» про вишивальницю, фольклористку, заслуженого майстра народної творчості України Фрозину Тодорівну Гулей удостоєний обласної премії ім. В.Бабляка.
Митець працює і як сценарист, художник-постановник та майстер сценографії. У творчій співпраці з відомим дуетом «Писанка», що триває понад два десятиліття, М. М. Шкрібляк — сценарист їхніх авторських великодніх та різдвяних дійств, музичних фільмів про творче життя подружжя, художник-постановник, концертних програм "На Різдво до «Писанки» та "Великдень у «Писанки». Його сучасна стилізація народних символів-оберегів і вміле трактування їх у сценічному оформленні завжди захоплено сприймається глядачами. Цими рисами позначені всі авторські культурно-мистецькі проекти з метою збереження та популяризації традиційної культури — Міжнародний фестиваль народних ремесел «Буковинські джерела», театралізоване свято буковинської сорочки, показ народних строїв у рамках фестивалю  «Ми — українці, ми — українські» та свято народного одягу на  Міжнародному фестивалі національних культур «Букова віть», свято майстрів «Різьбярське диво», мистецька акція «Україна у вишиванці»; перформанс, присвячений Іванові Миколайчукові "Тіні незабутих предків" тощо.
За період з квітня 2012 року по нинішній час, коли Буковинський центр культури і мистецтва працює під керівництвом М. М. Шкрібляка, розроблено творчі формати та концепції проведення нових культурно-мистецьких заходів, які уже стали відомим не тільки у буковинському краї, а й далеко за його межами. Зокрема, фольклорно-етнографічні свята «Христос Воскрес! Воскресне Україна!», «Осінь весільна», фестиваль-конкурс хореографічного мистецтва «Буковинське коло», обласний мистецький проект «Фестини творчих родин», регіональний симпозіум майстрів різьбярства Буковини й Гуцульщини, мистецькі перформанси «Народження Майстра або Думи на полотні», авторської музики та співаної поезії «Любіть Україну» та багато інших. Тільки впродовж 2019 року колективом центру було проведено 124 культурно-мистецьких заходи, більшість з яких і спрямована на збереження, охорону та розвиток нематеріальної культурної спадщини.
Майже десять років у приміщенні центру діє майстерня-світлиця народних ремесел та декоративного мистецтва, яка вже зібрала тисячі відвідувачів від Японії, Південної Америки до Великої Британії. У ній представлено понад пів тисячі зразків народного мистецтва буковинців, які зібрав та систематизував М. М. Шкрібляк. Тут проведено десятки творчих зустрічей, майстер-класів відомих майстрів народного мистецтва краю, лекцій, диспутів, круглих столів, презентацій тощо. Вже п'ятий раз поспіль особливу зацікавленість працівників культури області та активну увагу викликає єдиний в Україні проект «Галерея пошани» (щороку визначається 42 лауреати у 17-ти номінаціях), як і нова культурно-мистецька програма «Цвіт культури розвивається», де відзначаються кращі родини народних майстрів, кращі народні майстри краю, кращі любительські об'єднання, які працюють на розвиток традиційної культури, кращі громадські музеї та кращі аматорські художні колективи за усіма видами народної творчості.
Запрацювала як постійнодіюча, виставкова зала (за 7 останніх років у ній проведено майже півсотні виставок). Особливу популярність здобули виставки-презентації майстрів народного мистецтва з Вінниччини, Львівщини, Хмельниччини, Полтавщини, м. Києва у рамках проєкту «Обмінні виставки між областями України». У листопаді 2016 року на базі цієї установи було проведено Всеукраїнську нараду керівників обласних центрів народної творчості та культурно-освітньої роботи.
У 2018 р. з ініціативи М. М. Шкрібляка було підготовлено проект «Відродження буковинського ліжникарства», який успішно реалізований Центром культури Буковини за підтримки Українського культурного фонду. Микола Шкрібляк виступає етноконсультантом ряду проєктів, спрямованих на збереження української традиційної культури та її популяризації.
У 2019 році за підтримки Українського культурного фонду ГО "Вишиваний дивотвір" у партнерстві з Центром культури Буковини успішно реалізували проєкт "Школа буковинської тайстри", де Микола Шкрібляк був головним експертом-консультантом. 
У 2020-2021 рр. в умовах пандемії Микола Шкрібляк з творчим колективом Центру культури Буковини втілив етнографічний онлайн-проєкт "Буковинське Різдво", підсумками якого стали майже 100 відеоматеріалів, текстові нариси, проєкт викликав живе обговорення серед поціновувачів традиції. 
Авторські праці.
У 2018 році у співавторстві з Іванною Стеф`юк (Олещук) видав науково-популярну книжку «Гуцульський ліжник: дискурс через віки» (Чернівці, "ДрукАрт"), ця праця є першим в Україні окремим дослідженням питання генези та локальної типології ліжникарства.
У 2022 році у видавництві "Книги -ХХІ" втілено унікальний видавничий проєкт "Смаки Буковини", що включає книжк - гастрономічний путівник традиційної кухні, листівки та іншу поліграфічну продукцію. Керівник проєкту та автор текстів-нарисів у книжці "Смаки Буковини" - Микола Шкрібляк. 
Підготував до друку науково-популярні видання: "Василь Явдошняк. «Різьблення по дереву, інкрустація», альбом (Чернівці, 2006); «Іван Терен. Художнє різьблення на Буковині», каталог-посібник (Чернівці, 2007); «Стежина творчого життя. Ніна Каменкова: у святах і буднях, юності і сьогоденні, в любові і натхненні», (Чернівці, 2008) «Вишиванки Михайла Покиданця», альбом (Чернівці, 2009); розділ «Рукотворна традиція — вічна, як саме життя» у виданні «Буковина: спільна культурна спадщина» (Чернівці, 2009);  «Народні майстри Буковини», мистецький довідник (Чернівці, 2009); «Українська писанка» (писанки з колекції Миколи Шкрібляка), серія «Культурна спадщина українців» (Київ, 2017).
Важливою для збереження та популяризації мистецької спадщини буковинського краю стали публікації «Писанковий світ Михайла Фірчука» про відомого народного майстра, колекціонера з Вижниччини у виданні «Кращий твір року — 2015» (Київ, 2017), вступна стаття та добірка ілюстративного матеріалу з власної колекції до книги Н.Марусик «Буковинське вишиття і ткацтво. Знаки-символи» (Київ, 2012); добірка народних прикрас із бісеру з власного зібрання до книги Н.Марусик «Стародавні буковинські вироби з бісеру» (Київ, 2017); видання трьох буковинських календарів у рамках проекту «Краса народної ноші» (на 2016, 2018 та 2019 рр.), які видрукувані зі світлинами традиційних народних строїв також з приватної колекції Миколи Шкрібляка, а також вступні статті до видань «Фольклористи Буковини: бібліографічний довідник» (Чернівці, 2012); «Деревоспів Володимира Ворончака» — книга каталог (Вижниця, 2012); «Володимир Ворончак. Вижницька художня школа» (Вижниця, 2014); «Юрій Гушкевич. Живопис: каталог» (Чернівці, 2016); «Роман Рудницький. По обидва боки Чорняви» (Чернівці, 2017), до каталогу ретроспективної та третьої виставки декоративно-ужиткового мистецтва "від Землі - до Сонця" (Чернівці, 2018, 2019). 

## Відзнаки і нагород
У квітні 1991 року за нарис «Що я без Карпат?» удостоєний обласної премії ім. В. Бабляка.
У липні 2001 року був нагороджений знаком «Відмінник освіти України» Міністерства освіти і науки України.
У вересні 2004 року за багаторічну плідну роботу у розвитку національної освіти, особистий внесок у вихованні підростаючого покоління відзначений премією ім. Юрія Федьковича Чернівецької міської ради.
У листопаді 2008 року став лауреатом обласної літературно-мистецької премії ім. Сидора Воробкевича, як художник-модельєр, дизайнер.
У 2009 році став лауреатом Національної програми «Мистецький Олімп України» у номінації «Мистецтво дизайну».
Указом Президента України № 390 від 3 червня 2009 р. за вагомий особистий внесок у розвиток культурно-мистецької спадщини України, високу професійну майстерність та активну участь у проведенні Фестивалю мистецтв, етнографу, дизайнеру сценічних костюмів М. М. Шкрібляку було присвоєно почесне звання «Заслужений діяч мистецтв України».
У травні 2012 році за особистий внесок у розвиток міста Чернівців, його популяризацію в Україні нагороджений почесною відзнакою Чернівецької міської ради — медаллю «На славу Чернівців». 
У серпні 2015 року колектив, очолюваний М. М. Шкрібляком, відзначений обласною премією ім. Олекси Романця за розвиток краєзнавства, збереження культурної спадщини Буковини у номінації «За збереження і відродження нематеріальної культурної спадщини Буковини».
У серпні 2017 року відзначений обласною премією ім. Георгія Гараса за збереження, відродження та розвиток народного мистецтва Буковини.
У листопаді 2018 року нагороджений ювілейною відзнакою «100 років Буковинському народному віче».
Указом Президента України «Про призначення державних стипендій видатним діячам культури і мистецтва» від 28.03.2017 р., М. М. Шкрібляку, майстрові художньої вишивки та писанкарства, заслуженому діячу мистецтв України призначено дворічну стипендію.
У вересні 2019 року нагороджений  Почесною відзнакою Чернівецької обласної ради «За заслуги перед Буковиною».
У серпні 2020 року нагороджений  Почесною відзнакою Чернівецької облдержадміністрації «Вдячна Буковина».
У серпні 2020 року став лауреатом обласної премії імені Юрія Федьковича — просвітителя Буковини.